# Wignacourt-Aquädukt

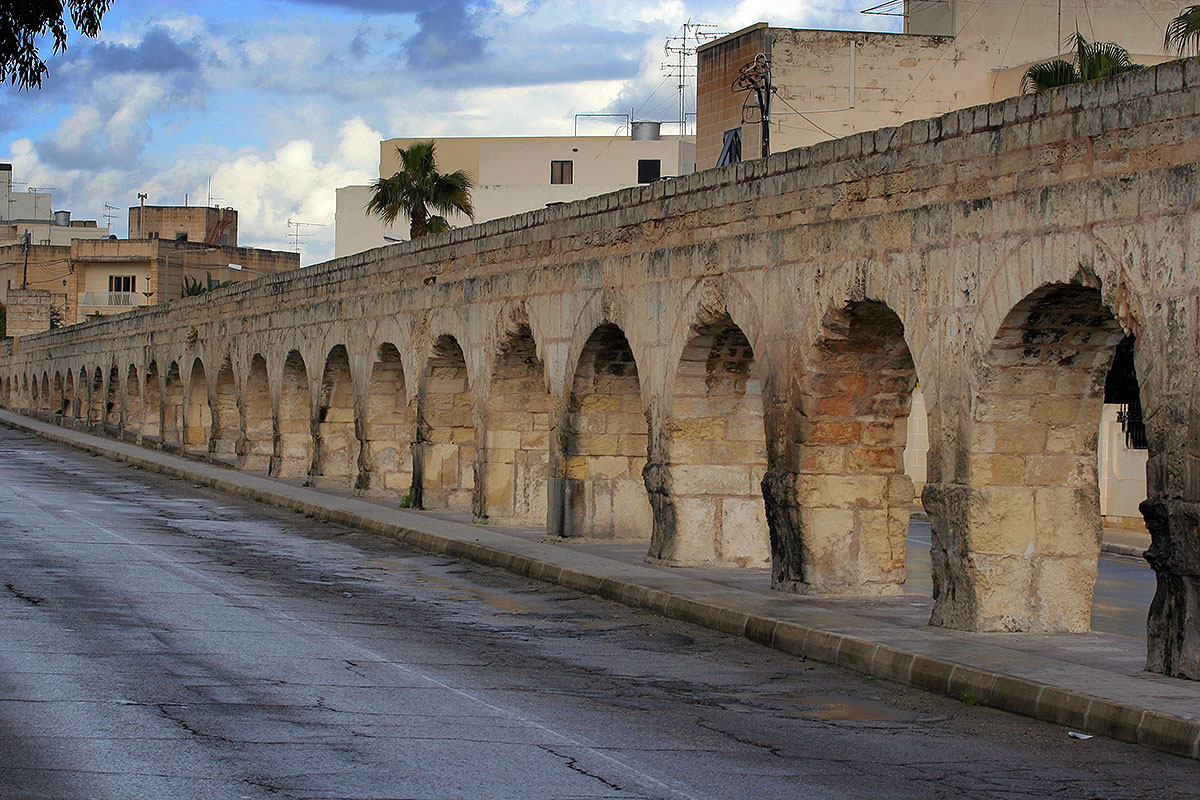
Wignacourt-Aquädukt in Birkirkara

Der Wignacourt-Aquädukt (maltesisch Akwadott ta’ Wignacourt, englisch Wignacourt Aqueduct) ist ein Aquädukt auf der Insel Malta. Er wurde zwischen 1610 und 1614 vom Malteserorden unter der Herrschaft des Großmeisters Alof de Wignacourt erbaut und führte von Mdina nach Valletta. Am besten erhalten sind Strecken in Birkirkara, Santa Venera und in Mrieħel.

## Lage und Umgebung
Der poröse Globigerinen-Kalkstein, aus dem die Inseln des maltesischen Archipels bestehen, lässt Niederschläge schnell versickern, Flüsse oder Seen gibt es deshalb keine. In feuchten Wintern führen die Wieds (maltesische Bezeichnung für Trockentäler) für einige Zeit Wasser.
Unter der Hochebene von Mdina liegt jedoch eine Schicht wasserundurchlässiger, sogenannter Blauer Tone zwischen den Kalksteinschichten. Die Süßwasservorkommen über der Tonschicht sind relativ leicht zugänglich. Aus dieser wasserführenden Schicht wurde der Aquädukt gespeist.
Der Aquädukt erstreckte sich über eine Länge von etwa 16 km und führte Süßwasser von Mdina über Attard, Balzan, Birkirkara, Santa Venera und Mrieħel nach Valletta. Der größte Teil der Strecke wurde oberirdisch angelegt. Die Wasserleitung führt über Steinbögen, deren Höhe und Durchmesser sich je nach Geländeformation ändern.

## Beschreibung
Der Verlauf in Attard zeigt eine Reihe von relativ kleinen Steinbögen, die ein gleichmäßiges Gefälle für den Fluss des Wassers gewährleisten.
In Balzan, das ähnlich wie Attard höher gelegen ist, weisen die Bögen des Aquäduktes nur eine geringe Höhe auf, denn hier konnte das Wasser fast ungehindert fließen. Je höher das Landschaftsrelief, desto niedriger können die Bögen sein, umgekehrt müssen Täler mit hohen Bögen überspannt werden. Daher ist der Aquädukt in Balzan weitgehend massiv ausgelegt, dies ändert sich erst an der Gemeindegrenze zu Birkirkara.
In Birkirkara sind die Bögen des Aquäduktes im Vergleich zur übrigen Strecke mittelgroß ausgeprägt.
In Santa Venera beginnt der unterirdische Abschnitt der Wasserleitung. Inspektionstürme, in denen die Wasserqualität untersucht werden konnte, finden sich in Santa Venera, Ħamrun (Wasserturm in Ħamrun) und Floriana.

## Geschichte

### Entstehungsgeschichte
Nach der Belagerung von Malta durch die Türken 1565 wurde deutlich, dass der strategisch günstig gelegene Hafen von Valletta keine natürlichen Wasserquellen besaß. Alof de Wignacourt, von 1601 bis 1622 Großmeister des Malteserordens, stellte 1610 die notwendigen Mittel von 400.000 scudi bereit, um den bereits von seinem Vorgänger Martin Garzes 1596 entwickelten Plan eines Aquäduktes zu verwirklichen. Dieser wurde zwischen 1610 und 1614 unter Leitung der Baumeister Giovanni Attard sowie Bontadino de Bontadini errichtet und am 21. April 1615 eingeweiht. Er versorgte vier Hauptzisternen in der Stadt, aus denen weitere Wasserspeicher gespeist wurden. Zudem wurden Brunnen in der Stadt errichtet, so 1615 der Brunnen am St. James Cavalier in Valletta.

### Geschichte des Bauwerks
Nachdem Malta 1802 britische Kolonie geworden war, wurde 1845 eine zweite Leitung aus der Hochebene von Fawwara in Betrieb genommen, die den Osten Maltas versorgte.
Der Aquädukt war bis in das 20. Jahrhundert hinein in Betrieb. Er wurde 2007 restauriert.

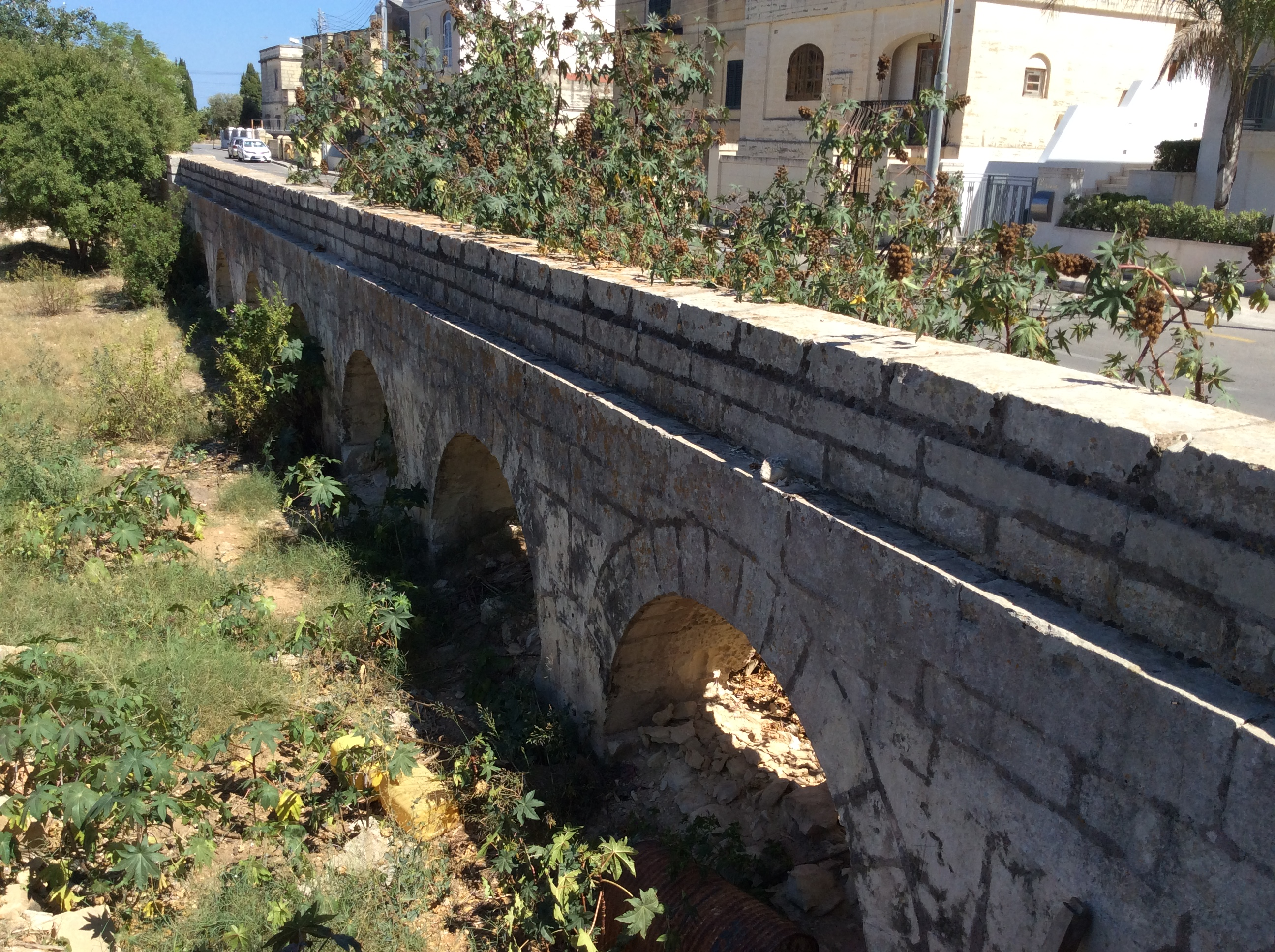
Kleine Bögen in Attard
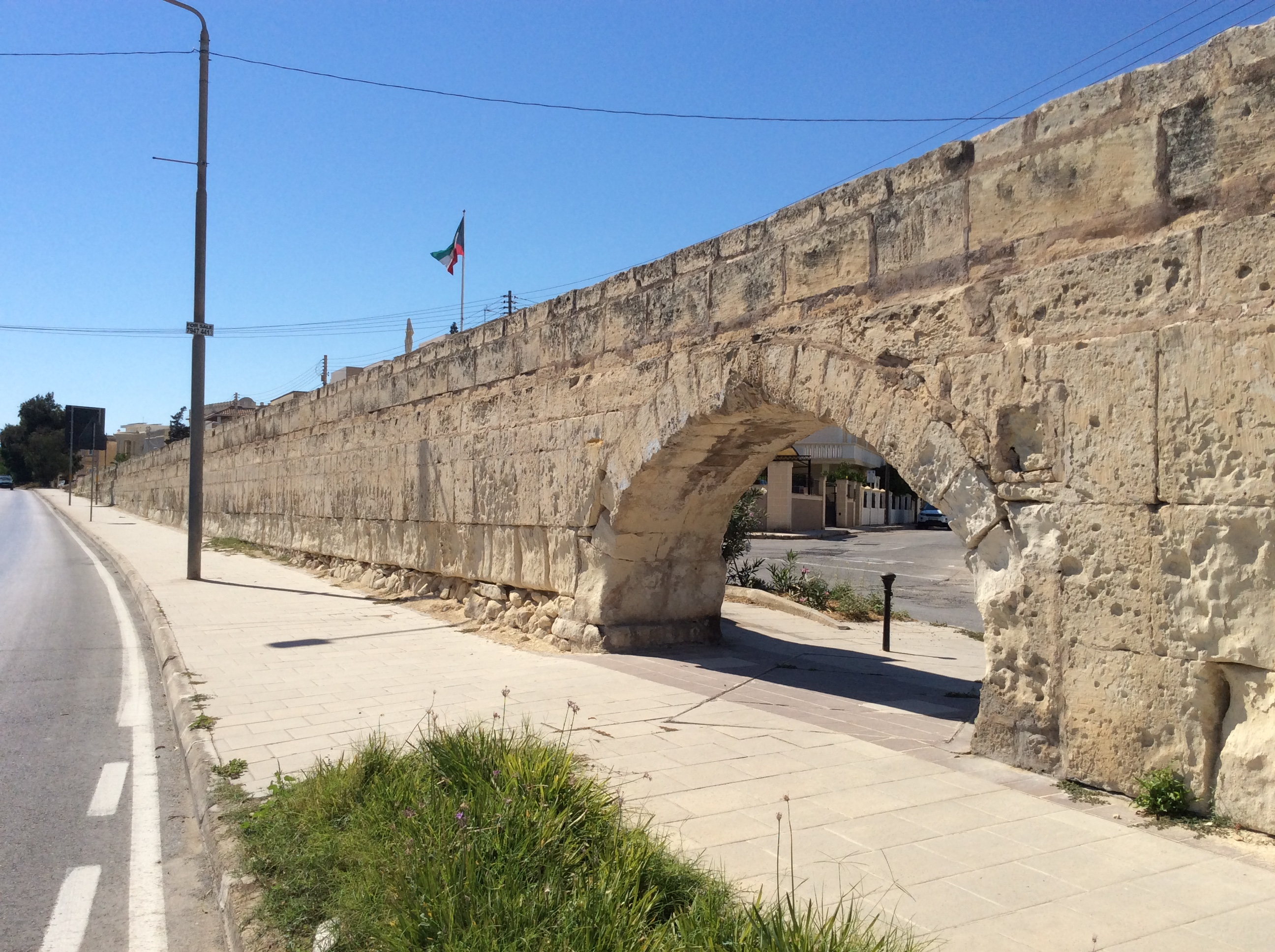
Einzelner Bogen in Balzan
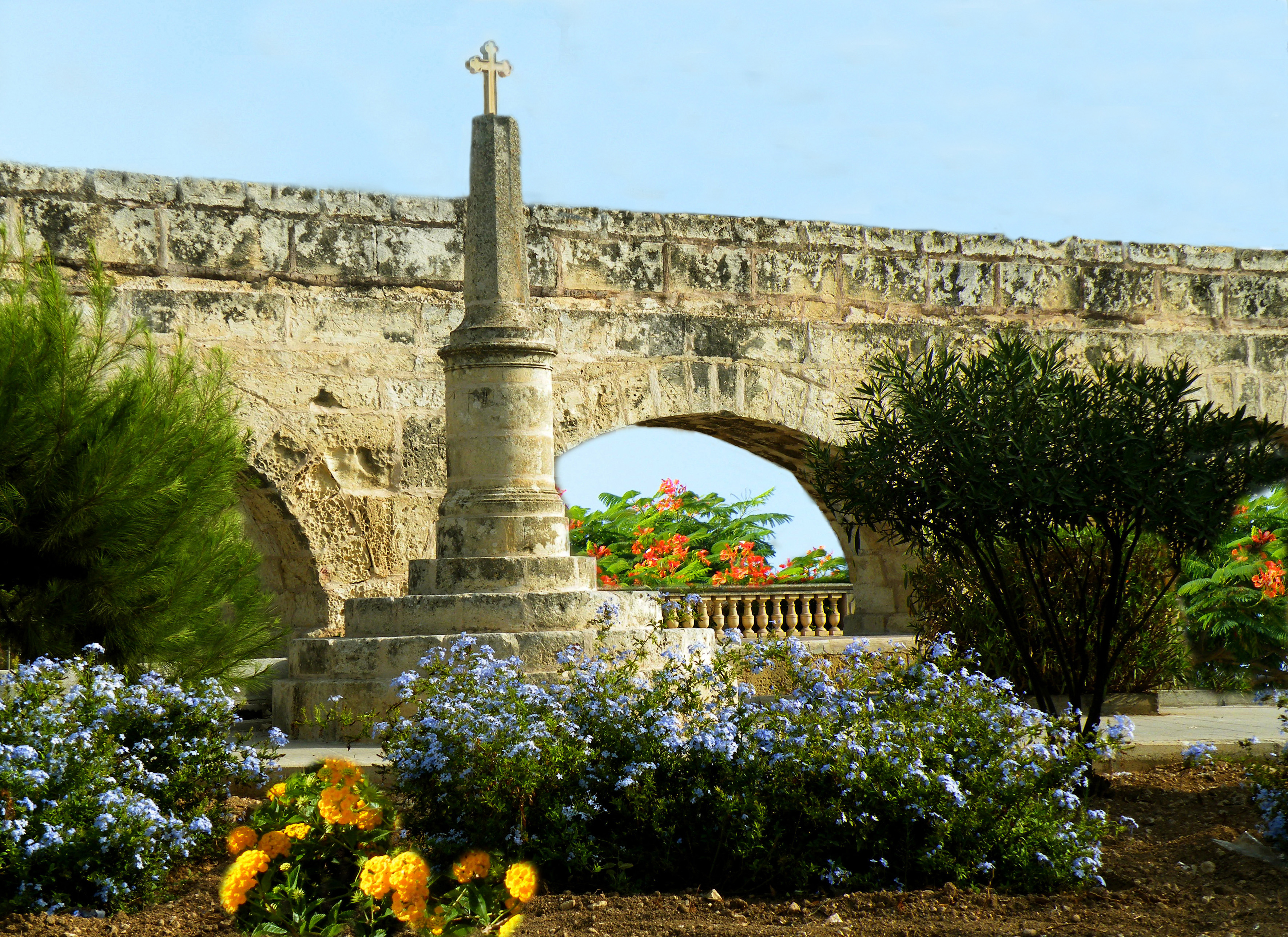
Der Aquädukt an der Gemeindegrenze zwischen Balzan und Birkirkara
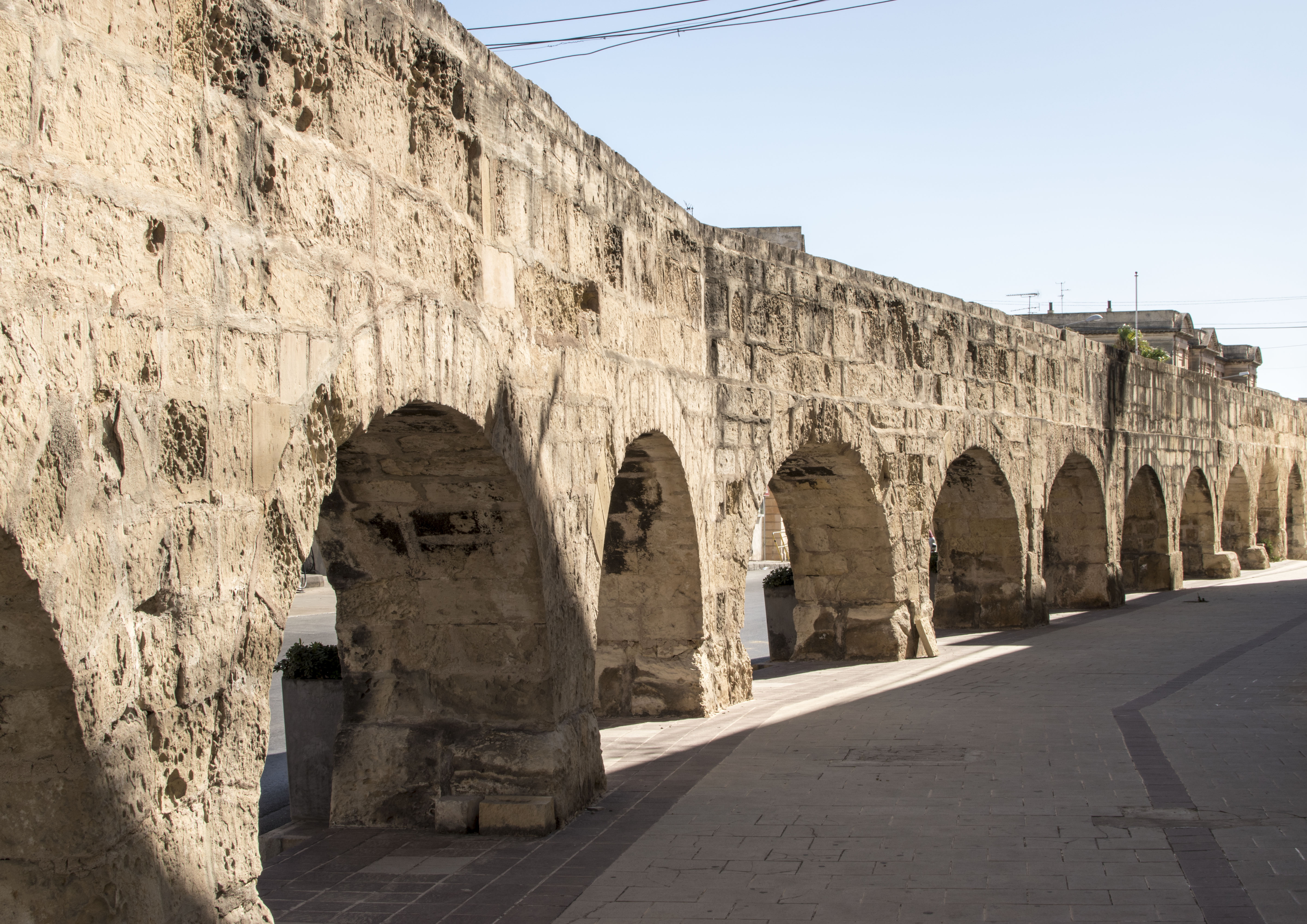
Bögen in Santa Venera
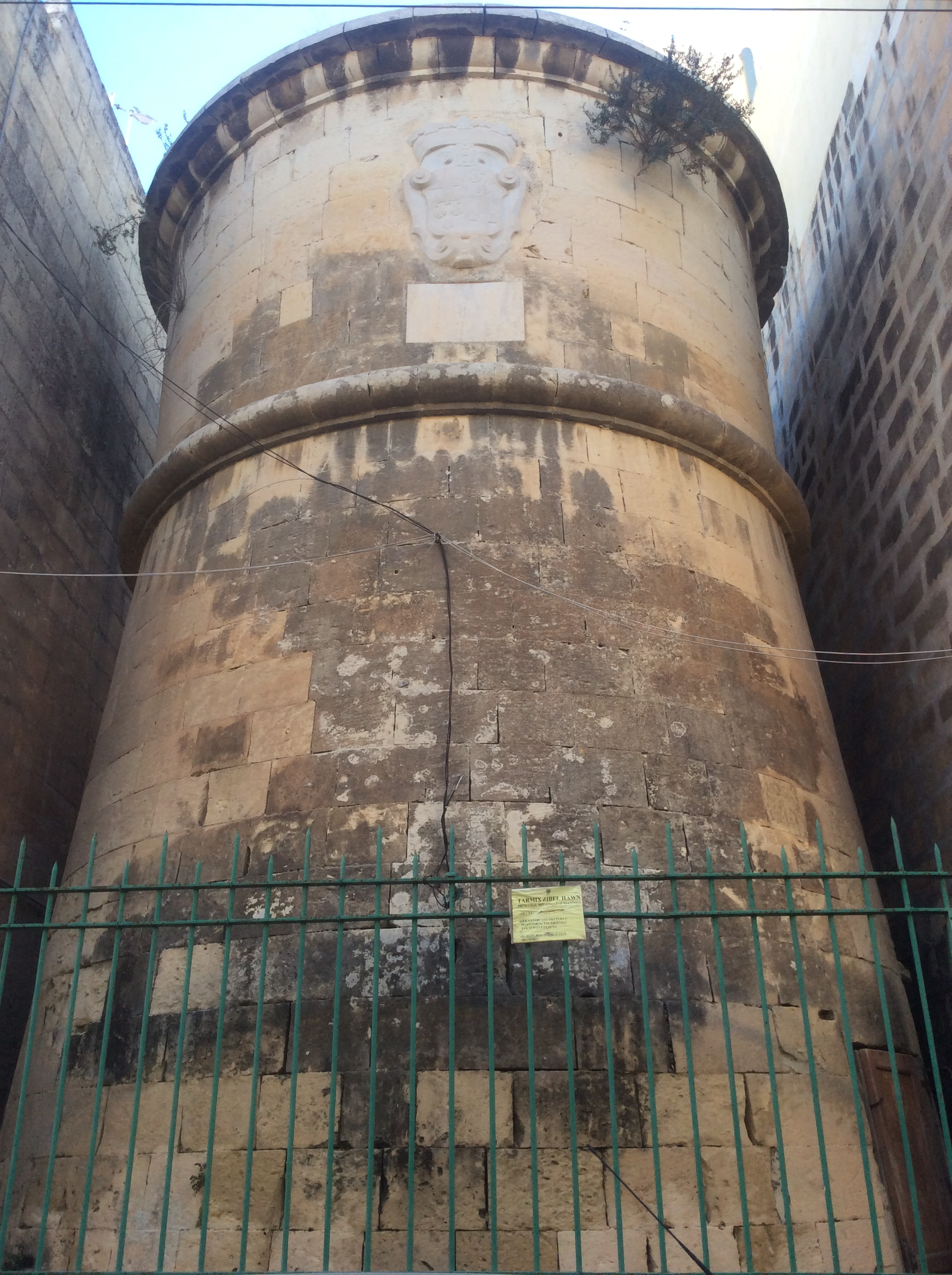
Wasserturm in Ħamrun
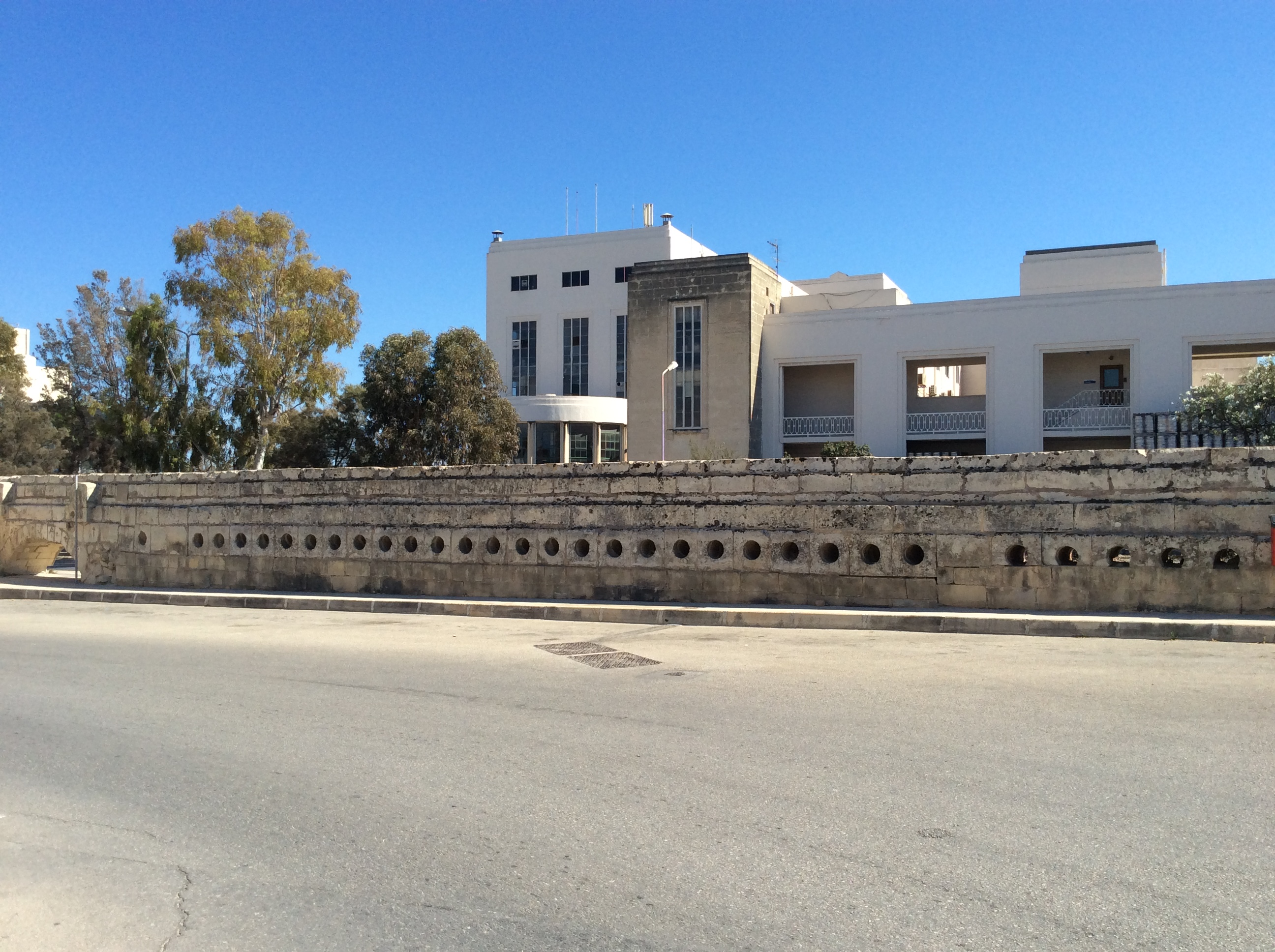
In Mrieħel stehen Reste des Aquädukts vor der Farsons-Brauerei.